# Трукко, Эдоардо
Эдоардо Этторе Трукко (итал. Edoardo Ettore Trucco, также Эдуард Трукко, англ. Edward E. Trucco; 13 марта 1862, Генуя — 1940, Нью-Йорк) — итальянский композитор, пианист и музыкальный педагог.
Учился игре на фортепиано у Джованни Ринальди, композиции у Джованни Гаэтано Росси и Луиджи Мапелли. В 1889—1903 гг. работал в Милане, занимаясь композицией и преподавая частным образом.
В 1903 году перебрался в Мексику, в 1907—1914 гг. профессор теории музыки, гармонии и сольфеджио в Национальной консерватории, где у него учился, в частности, Эстанислао Мехия. Сотрудничал как музыкальный критик с газетой El Imparcial. Был близок с Хулианом Каррильо, вдохновил его обратиться к жанру оперы.
С 1918 года жил и работал в США, преподавал (среди его учеников латиноамериканские музыканты — в частности, Марио Вальдес Коста).
В итальянский период жизни написал оперы «Ариманны» (итал. Gli arimanni; 1890), «Теора» (итал. Theora; 1894), «Геба» (итал. Ebe; 1903, одноактная), сюиту для оркестра, впервые исполненную в 1896 году в театре Ла Скала под управлением Артуро Тосканини. Позднее сочинял преимущественно фортепианную и вокальную музыку.
Сын — дирижёр Виктор Трукко.